# Daganzo de Arriba
Daganzo de Arriba és un municipi de la Comunitat de Madrid.

## Història
En 1580, segons consta en les pàgines referents a aquesta vila en les Relacions Topogràfiques de Felip II, el nom era simplement Daganzo. En aquestes mateixes pàgines llegim, que la població més propera cap al sud, era la vila de Daganzuelo. Així mateix, en les pàgines corresponents a Daganzuelo, es corrobora que aquesta vila avui desapareguda, en 1576 tenia el nom de Daganzuelo, i que el seu veí del nord tenia el nom de Daganzo. En 1586 Juan Vaca de Herrera va comprar la vila de Daganzuelo i la va canviar el nom pel de Daganzo de Abajo. L'antic nom no obstant això no va caure en desús, havent fins i tot algun document de 1598, posterior al canvi de nom oficial, que continua referint-se a Juan Vaca de Herrera com "senyor de la vila de Daganzuelo". Des de llavors fins a l'actualitat, s'ha fet referència a l'avui extinta població, indistintament amb els noms de Daganzuelo o Daganzo de Abajo, sent aquest últim el seu nom oficial i el primer el d'ús més col·loquial i quotidià.